# Thekazelle
Als Thekazelle bezeichnet man die aus dem Stroma des Eierstocks hervorgehenden äußeren Zellen der Ovarialfollikel, die eine Hülle um das aus Granulosazellen bestehende Follikelepithel bilden. Diese als Theca folliculi bezeichnete Hülle ist durch eine dünne Basalmembran vom Follikelepithel getrennt. Mit der Differenzierung zum Tertiärfollikel wird die Thekazellschicht in eine zell- und gefäßreiche Theca interna und eine aus Myofibroblasten und Bindegewebsfasern bestehende Theca externa untergliedert.
Thekazellen ernähren die Eizelle und das gefäßfreie Follikelepithel durch Diffusion und spielen eine wichtige Rolle bei der Follikelreifung. Die Zellmembran einer Thekazelle bildet unter Einfluss des follikelstimulierenden Hormons (FSH) etwa 20.000 LH-Rezeptoren aus. Unter dem Einfluss von luteinisierendem Hormon (LH) werden Androgene produziert, die durch Aromatase in den Granulosazellen zu Estrogenen umgewandelt werden.
Mit dem Follikelsprung wandern Theca-interna-Zellen in den entstehenden Hohlraum ein und differenzieren sich zu Thekaluteinzellen. Thekaluteinzellen sind Grundlage des Gelbkörpers und bilden schwangerschaftserhaltende Hormone, insbesondere das Progesteron.